# Vesečtí z Vesce
Vesečtí z Vesce jsou starým českým šlechtickým rodem. Zatímco ve třináctém století je nacházíme na pomezí mezi nižší a vyšší šlechtou, v dalších staletích klesli mezi rytíře, svobodníky a někteří také do poddanství. Hlavní větev získala potvrzení svého rytířského titulu na žádost Františka Xavera Veseckého v roce 1905. Od roku 1949 užívá hlavní větev alianční příjmení Stejskal–Vesecký z Vesce.

## Původ
Vesečtí z Vesce pocházeli z Vestce u Zvěstova ležícího asi 2, 5 km západně od Louňovic pod Blaníkem.

### Erb
Kolčí štít s modrým terčem se třemi pahrbky, ze kterých vyrůstají tři červené jahody se zelenými listy, které jsou zároveň klenotem. Heraldickými barvami byly (od vrcholu žerdě) červená, zelená, modrá a heraldická koruna s pěti perlami.

### Tvrz Vestec
Tvrz ve Vestci stála na skalnatém návrší nad potokem východně od Vesteckého rybníka. Byla zřejmě chráněna příkopem, který se snad dal z rybníka napouštět vodou. Až do závěru 20. století se v novějších budovách zachovalo původní přízemí a sklepení tvrze datované k přelomu 12. a 13. století. Budova byla ale zbořena a z tvrze se v současnosti zachovaly nepatrné zbytky, zejména ve svahu.

## Historie

### 1223–1318
Nejstarším známým členem rodu je Purchart z Vesce (lat. Purchart de Wescie), který 1. října 1223 svědčil Sezimovi z Kostomlat. Purchartovým synem byl zřejmě Ratibor z Vesce, který byl dvořanem Markéty Babenberské, první manželky Přemysla Otakara II. Jako takový se účastnil bitvy u Kressenbrunnu (12. července 1260). Poté, co se Přemysl s Markétou rozvedli, ji Ratibor doprovázel na její statky v Dolních Rakousích (1261) nacházející se zejména v Křemži a na hradě Krumau am Kamp. Nejpozději po Markétině úmrtí (28. října 1267) se vrací do Čech. Další zprávou o jeho osobě je až 1. květen 1279, kdy se svými syny, starším Konrádem a mladším Boleslavem, svědčí Kristianovi, opatovi břevnovského kláštera. Boleslav (Bolesud) přibližně v roce 1318 úspěšně přepadl spolu s Adlochem a Jaroslavem z Nosákova a Zmyhradem ze Šlapánova tvrz a ves Kondrac patřící Hynkovi z Vlašimě. Stalo se tak v rámci boje mezi Janem Lucemburským (straník Hynek z Vlašimě) a šlechtou vedenou Jindřichem z Lipé (jeho straníky byli Boleslav, Adloch, Jaroslav a Zmyhrad).

### 1318–1406
Podle D. Stejskala byl Boleslavovým synem Adam z Vesce, který byl v roce 1380 relátorem (objednavatelem) několika zádušních mší. Adam měl tři známé potomky: Oneše, Víta a dceru (Vítovu sestru). Nejstarší syn Oneš z Vesce byl ve službách rytíře Zdeňka Bečkovce. Jeho sídlo bylo ve Střezimíři, kam se zřejmě přiženil. Jeho život je zachycen v letech 1383 a 1386. Vít z Vesce zemřel spolu se svojí sestrou někdy před 5. lednem 1406. Vít vlastnil tvrz ve Vestci jako oddělený majetek. Protože nezanechal mužské potomky, byla králem Václavem IV. na tento majetek prohlášena odúmrť a tvrz ve Vestci se dostala do rukou Hanuše z Kobylníka a Václava z Oněklas. Proti této transakci vznesli 5. ledna 1406 odpor bratři Protiva z Dědic a Petr z Vesce, synové Oneše, ale neuspěli. Tvrz na dalších sto let patřila nepůvodním majitelům.

### 1406–1500
Oneš z Vesce měl s jistotou pět synů: nejstaršího Václava z Vesce, Protivu z Dědic, Petra z Vesce, Ctibora Veseckého z Vesce a Jana z Vesce. Jan z Vesce byl zřejmě dvořanem Václava IV., od kterého jako vyšehradské manství v letech 1406–1407 získal ves Mrtník. Václav z Vesce žil v roce 1400 ve Střezimíři. Protiva z Dědic seděl v Dědicích jihozápadně od Mladé Vožice, žil ještě v roce 1414. Petr z Vesce žil na odděleném majetku (dvoře) ve Vestci. Se svým bratrem Ctiborem podepsal 2. září 1415 stížný list proti upálení Mistra Jana Husa. V roce 1415 na faru v Kondraci odešel Mikuláš Biskupec z Pelhřimova, pozdější významný táborský husita, na jehož kázání Petr z Vesce se svými příbuznými patrně docházel. Další zprávou o Petrovi je vyhlášení války (opověď) pražským městům a Hynku Krušinovi z Lichtenburka 24. dubna 1420. Spolu se svým synem a dalšími příbuznými se později přidává na stranu Jiřího z Poděbrad a se svým synem Vaňkem z Vesce 3. září 1448 obsazuje Prahu. Dalším Petrovým synem byl Jan z Vesce. Poprvé se s ním s určitostí setkáváme 19. září 1476. Tehdy spolu se svojí manželkou Kateřinou z Březí získal odúmrť po své tchyni Markétě z Březí, vdově po Jindřichu, řečeném Škorně z Kralovic (otec Kateřiny). Odúmrť se vztahovala na tvrz a ves Čím a vsi Korkyně a Chotilsko. 4. prosince 1476 ale král rozhodl jinak a odúmrť získal bratr zesnulé Markéty Nedamír Netvorský z Březí se synem Alešem. K 7. květnu 1500 byl Jan již mrtev. Se svou ženou Kateřinou měl syny Jana, Woldřicha, Mikuláše a Jiříka. S výjimkou Oldřicha založili nové rodové větve.

## Rodové větve

### Větev královéhradecká
Jan Vesecký z Vesce se nejpozději v roce 1537 usídlil na Vesci u Hradce Králové, kde žil ještě v roce 1556. Měl dcery Annu a Kateřinu a syna Václava. Prvním manželem dcery Anny byl Jeroným z Donína, se kterým měla dvě děti. Podruhé se provdala za Jakuba Lhotu ze Šobína († 1594). Anna žila ještě roku 1598. Kateřina byla již roku 1592 provdána za Bedřicha Huberka z Hernsdorfu, se kterým měla zřejmě syny Petra, Viléma a Jana. Václav Vesecký z Vesce prodal Vesec v roce 1592 švagrovi Bedřichovi Huberkovi z Hernsdorfu. Poté žil s manželkou Marianou Dobřenskou z Dobřenic a dětmi Janem, Vilémem, Fridrichem a Eliškou v blízkém Zderaze, kde zemřel roku 1595. Jan Vesecký z Vesce si zřejmě krátce před rokem 1625 vzal Annu Strakovou z Nedabilic. Vilém Vesecký z Vesce se připomíná roku 1595 (podobně jako jeho sestra Eliška) a nejspíše krátce poté zemřel bez potomků. Fridrich Vesecký z Vesce se narodil roku 1592. V roce 1619 byl hejtmanem na hradě Zásadka patřícímu Václavu Budovcovi z Budova. V dubnu 1619 byl praporečníkem pod hejtmanem Karlem ze Svárova velícímu 500 mužů (celkem bylo v tomto oddíle 1250 vojáků) stavovské armády. Účastnil se obležení Vídně (1619) a porážky stavů v Rakousích u Sinzendorfu (13. dubna 1620) a ústupu, který skončil bitvou na Bílé Hoře (8. listopadu 1620). Fridrich poté emigroval do Pirny, ale brzy poté byl už ve službách Albrechta z Valdštejna. Nejprve jako hejtman hradu Zvířetice (1623). V roce 1634 ho spolu s dalšími lidmi Valdštejn krátce před svou smrtí pověřil transferem peněz z Jičína do Pirny (v hodnotě 117 463 a ½ rýnských zlatých). Po zavraždění Albrechta z Valdštejna Fridrich odchází s krátkou přestávkou do exilu, do Riksdorfu u Berlína, se svojí ženou Ludmilou Vlkovou z Kvítkova. Jeho potomci v Německu žili ještě ve dvacátém století.

### Vedlejší větev vesecká
Jiřík Vesecký z Vesce se svým bratrem Mikulášem koupil znovu pro svůj rod tvrz ve Vestci. K roku 1550 je veden jako svobodník. Jiříkův syn Mikuláš Vesecký z Vesce měl čtyři syny: Jana, Václava, Matěje a Jiříka. Jan a Václav prodali bratru Matějovi před rokem 1571 své díly na Vestci. Matěj Vesecký tyto tři díly prodal v roce 1571 svému bratrovi Jiříkovi a odstěhoval se do Křtěnovic, kde po něm majetek zdědili jeho příbuzní (Adam Vesecký 1611, bratři Felix a Matěj 1615). Čtvrtý syn Jiřík Vesecký z Vesce prodal koncem 16. století všechny získané čtyři díly svého majetku ve Vestci Jindřichovi Veseckému z hlavní větve rodu a koupil nemovitý majetek v blízkém (Kehárově) Sedlečku, kde se dodnes nacházejí zbytky tohoto svobodnického dvora. Jiříkovými syny byli Václav, Matěj (1658–1683) a Jakub. Nejstarší syn Václav Vesecký z Vesce se 20. února 1649 oženil s jistou Dorotou, se kterou měl syny Matěje (* 16. června 1655, † toho roku) a Václava. V roce 1682 prodal Sedlečko Matějovi z hlavní větve Veseckých z Vesce. Václavův stejnojmenný syn se 17. února 1688 oženil s Annou Perunovskou z Čechtic († 3. června 1709 jako čtyřicetiletá), se kterou se přestěhoval do Broumovic.

### Hlavní větev vesecká
Mikuláš Vesecký z Vesce se spolu s bratrem Oldřichem účastnil v létě 1505 zemské hotovosti proti Šlikům. V listopadu 1509 byl Mikuláš v Praze na sněmu. Spolu s bratrem Jiříkem koupili nazpět tvrz ve Vestci. Sám vlastnil také Červený Újezd (1529) a Lounín (1530). Zemřel v roce 1530 ve Vestci. Jeho synové Jiří, Havel, Jan a Petr si pak rozdělili mezi sebe zděděný majetek. Havel Vesecký z Vesce žil ještě v roce 1534 (v rytířském stavu). Jan Vesecký z Vesce získal Malovice a k roku 1532 je uváděn v rytířském stavu.
Petr Vesecký z Vesce založil římovickou větev Veseckých z Vesce. Římovice koupil před rokem 1541 za 150 kop míšeňských a kopu míšeňských zlatých. Jeho ženou byla Dorota z Žichovce. Zemřel před rokem 1550, kdy si jeho synové Jan a Václav rozdělili majetek. Jan a Václav Vesečtí z Vesce Římovice ještě roku 1550 prodali Janu Čejkovi z Olbramovic. Jan byl ženatý s blíže neznámou Kateřinou. Václav ještě v roce 1557 přiznal na svém majetku 200 kop a svého jediného poddaného na 10 kop.
Nejmladší Mikulášův syn Jiří mladší Vesecký z Vesce a na Smilovicích byl pokračovatelem hlavní větve Veseckých. Kromě Vestce měl majetek v Louníně. V roce 1534 měl v zástavě Smilovice, 1551 prodal Lounín a 1564 Smilovice. V letech 1567–1570 býval relátorem za nižší šlechtu na zemských sněmech. Jeho dětmi byli Adam (I.), Jindřich a Kateřina. Kateřina Vesecká z Vesce si vzala Jiříka Vlčkovského z Vlčkovic. Adam Vesecký z Vesce byl v roce 1582 hejtmanem na rožmberském hradě Helfenburku a jako takový sídlil převážně v Bavorově. Roku 1583 mu zemřela první žena Anna Čejková z Olbramovic. V roce 1593 již vlastnil Zvončárov. V 90. letech vedl soudní při s Petrem Boubínským z Újezda pro urážku na cti. Někdy v té době prodal Zvončárov a zakoupil se s druhou ženou Kateřinou Kunešovou z Machovic v Chřenovicích, kde byl pánem nad jedním osedlým. Znal se patrně dobře s Petrem Vokem, protože právě on sepisuje v roce 1611 Petru Vokovi za okolní šlechtice stížnost na činnost Pasovských. Zemřel před rokem 1615. Jindřich Vesecký z Vesce se uvádí v letech 1567–1591. Jeho manželkou byla Eva z Pánkova. Roku 1591 vedli spor s jistou Kateřinou šenkýřkou, která ukradla jejich synovi Matějovi vínek. Kromě Matěje měli syny Adama (II.), Felixe a Jana. Felix Vesecký z Vesce vlastnil s bratrem Janem roku 1588 Vestec napůl. Soustřeďoval se na chov ovcí a prodej vlny do Jindřichova Hradce, kde roku 1588 získal s Janem zástavou dům. Felix žil ještě roku 1615. Jan Vesecký z Vesce a na Malkovicích se roku 1607 oženil s Marianou Bedřichovskou z Lomné. 1615 již vlastnil Malkovice. Jeho jediná dcera Anna Kateřina byla již k roku 1618 provdána za Mikuláše Mědence z Ratibořic. Jan i Mikuláš padli během stavovské rebelie v boji proti Habsburkům.
Třetí Jindřichův syn Adam Vesecký z Vesce a na Červeném Újezdě založil červenoújezdskou větev Veseckých. Zřejmě koncem Třicetileté války se oženil s Kristinou Strobachovou z Pernstorfu, dědičkou Červeného Újezda. Vlastnil také grunt Slunečkovský v Hošticích a zboží v Malovicích. Zemřel roku 1686. Adam a Kristýna měli sedm dětí: Dorotu, Annu, Kateřinu, Víta, Juditu, Adama (III.) a Jiříka. Anna Vesecká z Vesce (* 15. prosince 1645, † před 1686) měla za muže Karla Felixe rytíře Golbovského a měla syna Petra. Jiřík Vesecký z Vesce a na Červeném Újezdě (* 20. května 1663, † 1698) se oženil 30. září 1686 s Kateřinou Holkovskou (její druhý manžel byl od roku 1702 jistý Dvořák). Spolu měli děti Václava, Jana (manželka Marie Bedřichovská z Lomné a na Bedřichovicích), Františka (manželka od 6. února 1714 Anna Sovová), Annu Marii (* 5. dubna 1688) a Johanu Salomenu (* 28. května 1697). Adam (III.) Vesecký z Vesce a na Malovicích (* 11. prosince 1647, † červen 1716) se 3. července 1686 oženil s Annou Kyptovou († 11. března 1694) a poté s Marií Magdalenou Lašťovičkovou (katolický sňatek proběhl až 28. února 1701). Po smrti svého bratra Jiříka roku 1702 od švagrové odkoupil Červený Újezd a zároveň prodal Malovice Evě Kateřině Malovcové z Pacova. Po Adamově smrti byl Červený Újezd nevýhodně prodán hraběnce Millesimo (30. července 1716), která ho obratem ruky (15. července 1718) výhodně prodala. Z prvního manželství měl Adam děti Jana Christophora (* 29. června 1684), Františku Terezii (* 10. března 1687), Annu Marii (* 25. února 1689), Františka Karla (* 19. února 1691) a Marii Evu (* 18. února 1694). Z druhého manželství potom děti Karla Františka (křest 2.  1696), Marianu (křtěna 12. června 1689) a Adama (* 1694, † 24. října 1716), který se rodičům vymkl kontrole a zemřel na alkoholismus.
Čtvrtý Jindřichův syn Matěj Vesecký z Vesce byl dalším pokračovatelem hlavní rodové linie. Roku 1611 žil s bratrem Felixem na Vestci. Jako evangelík se zřejmě účastnil stavovského odboje a některých následujících povstání v období Třicetileté války. Žil ještě 16. května 1638. Do dějin rodu výrazně zasáhla bitva u Jankova, během (po) které byl Vestec a široké okolí vypleněno. Matěj měl několik dětí: Magdalenu, 16. května 1635 provdanou za Jana Václava Trmala z Toušic, Jana, který roku 1651 obdržel 2 díly na Vestci ve mlýně, které od něj získal v roce 1716 bratr Václav,  Václava (1651 získal 1 díl na mlýně ve Vestci a 1716 získal další. Žil ještě 17. února 1728 a zemřel koncem tohoto roku. Byl dvakrát ženatý.), Jakuba a Matěje (II.). Matěj (II.) Vesecký z Vesce (* kol. 1621, † 1672) roku 1658 pro syna Wilíma přikoupil zbytek dvora v Kehárově Sedlečku. Jeho první žena byla jistá Kateřina (asi od 1637–1638, † před 13. lednem 1658) a druhou Mandaléna (vzali se před 13. lednem 1658), snad sestra Janka Lochaře, která žila ještě roku 1672. S první ženou měl Matěj děti Wilíma, Jana a Dorotu (* asi mezi 1650 a 1656, žila ještě 25. září 1693; matka zemřela při porodu a Dorota proto byla „nedostatečná na řeči i na duchu“). Z druhého manželství syna Matěje (křest 13. ledna 1658, † 1728) a dceru Marii (* nejspíš roku 1672 jako Pohrobek). Matějův syn Jan (* před 1658, † 1688) byl ženatý s Dorotou Tomkovou, dcerou mlynáře z Pičína u Popovic, jejichž potomci se dále rozvětvili.
Vdova po Janovi Dorota se 15. listopadu 1689 podruhé vdala za Jana Červa, svobodníka ze Lhoty Pazderkovy. S Janem Veseckým měla syna Jana († mezi 1766 a 1778), který se zcela ujal hospodářství nejpozději roku 1732. S první, neznámou manželkou měl syna Františka (1766, 1787, 1800, 1802), který se zřejmě přiženil do Louňovic. Se druhou ženou Kateřinou (1766, 1792) měl dvě dcery a šest synů. Dcera Marie byla již roku 1766 vdána za Jakuba Karlicha a žila ještě v roce 1788. Další dcera Veronika († před 1766) byla vdaná za Václava Malého. Syn Tomáš (1766, 1787) se odstěhoval do Vlašimi, kde získal měšťanství. Vojtěch žil v letech 1766 a 1808. Martin zemřel před rokem 1766, zbyla po něm vdova a tři sirotci. Václav se za otcovy peníze vyučil sládkem, kvůli čemuž byl v Janově závěti již odbyt. Václav měl syna Erasma († 15.11. 1846), sládka v Praze, který také měl několik dětí: Vilemínu Rozálii († 6.2. 1832), Františka (* 12. června 1833), Václava (* 9. června 1835) a Elišku žijící ještě 7. srpna 1861 a vdanou za Kryštofa Huttera (Hutterese). Pavel (1756, † 1806) si před rokem 1756 vzal jistou Kateřinu s níž měl několik dětí. Dvojčata Josef a František zemřela krátce po porodu (* 19. dubna 1756). Syn Jan zemřel někdy rok po 22. ledna 1785. Dcery Anna a Magdaléna se obě provdaly za bratry Vondráky ze Smilových Hor (Magdaléna za Jakuba, již roku 1812 byla vdovou). Další syn František (* 1759, † 1823) byl ženatý s Dorotou Krejčovou z Veliše († 12. listopadu 1827) a spolu měli pět dětí: dcery Kateřinu (manžel Jan Kostka, 1823), Františku (1824 nezletilá, manžel již 1828 Tomáš Matějovský, šenkýř v Hrzíně) a Annu (manžel Vojtěch Vampola již k roku 1823) a syny Jana (1824 nezletilý) a Josefa (* 1812, dospěl 30. března 1828), kteří byli spolu s Annou mladší než Kateřina a Františka. Další syn Josef (1766, † asi koncem roku 1806) byl po roce 1876 až do smrti starším svobodníkem. Jeho ženou byla blíže neznámá Kateřina († náhle 8. listopadu 1805). Také oni měli několik dětí: dcery Mandalénu (manžel již 1805 Václav Tůma, Hlivín), Kateřinu (manžel Jakub Louda, již 1805, Libouň), Annu (manžel Josef Hroch, starší II. svobodnické čtvrti kouřimské, již 1805, Zderadiny) a Barboru (manžel Ignác Procházka, již. 1805, Kehárovo Sedlečko) a syny Vojtěcha, Františka, Jana (manželka 1792 Anna Vladyková, přiženil se do Soutic, zemřel asi před 24. květnem 1805; měli syny Františka a Antonína († 1812, manželka Kateřina, zůstala po něm vdova a sirotci)) a Josefa († 15. listopadu 1812, manželka Kateřina), po kterém zůstaly nezletilé děti Josef, František, Vojtěch († 20. srpna 1811), Anna a Magdalena.